# Marikollen
Der Marikollen in Rælingen ist eine Normalschanze der Kategorie K 88. Er gehört als einzige Schanze zum Marikollen Skisenter, zu dem auch eine Abfahrt und weitere Wintersporteinrichtungen gehören.

## Geschichte
Die Schanze wurde 1959 vom Rælingen Skiklubb erbaut. Ab 1961 fanden auf ihr Norwegische Meisterschaften im Skispringen statt. Auch 1963, 1971, 1975 und 1981 wurden die Meisterschaften von der Normalschanze auf der Schanze ausgetragen. Für den 10. März 1983 war das erste Springen im Skisprung-Weltcup auf dem Marikollen angesetzt, welches jedoch abgesagt wurde. 1986 wurden Matten auf der Schanze aufgebracht, so dass nun auch im Sommer gesprungen werden konnte. Am 20. März 1987 wurde das erste und bislang einzige Weltcup-Springen auf der Schanze ausgetragen, welches der Norweger Vegard Opaas gewann. Zwischen 1999 und 2002 fanden auf dem Marikollen Springen des Skisprung-Continental-Cups statt. Zuvor wurden 1995 bereits erneut die Norwegischen Meisterschaften hier ausgetragen. Auch 2002 gastierte der norwegische Verband erneut in Rælingen.
Seit 2002 wird international nicht mehr auf dem Marikollen gesprungen. Lediglich national und als Trainingszentrum wird die Schanze heute genutzt. 2008 erhielt die Schanze eine neue Porzellanspur.

## Internationale Wettbewerbe
Genannt werden alle von der FIS organisierten Sprungwettbewerbe.
| Datum           | Kategorie       | Schanze | 1. Platz                   | 2. Platz                        | 3. Platz                    |
| --------------- | --------------- | ------- | -------------------------- | ------------------------------- | --------------------------- |
| 20. März 1987   | Weltcup         | K88     | Vegard Opaas               | Hroar Stjernen                  | Ernst Vettori               |
| 14. August 1997 | Continental Cup | K88     | Stein Henrik Tuff          | Wilhelm Brenna                  | Tommy Ingebrigtsen          |
| 20. August 1998 | Continental Cup | K88     | Roar Ljøkelsøy             | Arne Sneli                      | Kristian Brenden Egil Grønn |
| 19. August 1999 | Continental Cup | K88     | Georg Späth                | Bjarte Engen Vik                | Frank Löffler               |
| 19. August 2000 | Continental Cup | K88     | Morten Solem Toni Nieminen |                                 | Lasse Ottesen               |
| 20. August 2000 | Continental Cup | K88     | Jure Radelj                | Roland Audenrieth               | Lasse Ottesen               |
| 18. August 2001 | Continental Cup | K88     | Stephan Hocke              | Janne Happonen Michael Neumayer |                             |
| 19. August 2001 | Continental Cup | K88     | Kai Bracht Janne Happonen  |                                 | Frode Håre                  |
| 24. August 2002 | Continental Cup | K88     | Kai Bracht                 | Andreas Kofler                  | Arttu Lappi                 |
| 25. August 2002 | Continental Cup | K88     | Reinhard Schwarzenberger   | Stefan Pieper                   | Jussi Hautamäki             |
| 24. August 2004 | FIS-Springen    | HS90    | Anette Sagen               | Line Jahr                       | Henriette Smeby             |
| 24. August 2004 | FIS-Springen    | HS90    | Tommy Egeberg              | Andreas Vilberg                 | Thomas Lobben               |